# エルワク (ソマリア)
エルワク（ソマリ語: Ceelwaaq; var. Ceel Waaq）は、ソマリアとケニアの国境で分断された都市である。
ソマリア側はジュバランドのゲド州南西部に位置し、地域の七つの県のひとつにある。

## 語源
地名の"CeelWaaq"（エールワーク）は文字通りに訳せば「神の井戸」となる。アフロ・アジア語族のソマリ語では、Ceelは「井戸」を意味し、Waaqは古いソマリ語で神を意味するWaaqである。

## 地理
エルワクはエルワク県にある。東はバルデラとガルバハレイ、西はソマリ人の住むケニアの北東州に接している。